# In a Can
In a Can è un cofanetto contenente cinque album degli Hot Tuna rimasterizzati.
Elenco degli album:
1. Hot Tuna (1969)
2. First Pull Up, Then Pull Down (1971)
3. Burgers (1972)
4. America's Choice (1975)
5. Hoppkorv (1976)